# Samuel S. Barney

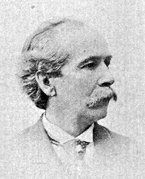
Samuel S. Barney

Samuel Stebbins Barney (* 31. Januar 1846 in Hartford, Washington County, Wisconsin; † 31. Dezember 1919 in Milwaukee, Wisconsin) war ein US-amerikanischer Jurist und Politiker. Zwischen 1895 und 1903 vertrat er den Bundesstaat Wisconsin im US-Repräsentantenhaus.

## Werdegang
Samuel Barney besuchte die öffentlichen Schulen seiner Heimat und danach die Lombard University in Galesburg (Illinois). Danach war er vier Jahre lang in Hartford als High-School-Lehrer tätig. Nach einem anschließenden Jurastudium und seiner im Jahr 1873 erfolgten Zulassung als Rechtsanwalt begann er in West Bend in seinem neuen Beruf zu arbeiten. Zwischen 1876 und 1880 war Barney auch Schulrat im Washington County.
Politisch war er Mitglied der Republikanischen Partei. 1884 war er Delegierter zur Republican National Convention in Chicago, auf der James G. Blaine als Präsidentschaftskandidat nominiert wurde. Im selben Jahr kandidierte er erfolglos für das US-Repräsentantenhaus. Bei den Kongresswahlen des Jahres 1894 wurde er dann im fünften Wahlbezirk von Wisconsin in das Repräsentantenhaus in Washington, D.C. gewählt, wo er am 4. März 1895 die Nachfolge von George H. Brickner antrat. Nach drei Wiederwahlen konnte er bis zum 3. März 1903 vier Legislaturperioden im Kongress absolvieren. In diese Zeit fiel der Spanisch-Amerikanische Krieg von 1898.
1902 verzichtete Samuel Barney auf eine erneute Kongresskandidatur. In den folgenden Jahren bis 1919 war er Richter am Court of Claims, einem Bundesgericht in Washington. Er starb am 31. Dezember 1919 in Milwaukee und wurde in West Bend beigesetzt.